# Lidija Kodrič (pevka)
Lidija Kodrič, slovenska pevka zabavne glasbe, * 1944, Kranj.
Lidija Kodrič je svojo glasbeno kariero začela leta 1962. Debitirala je na Katedri '62, festivalu mariborskih popevk. Tega leta je tudi nastopila na prvi Slovenski popevki. Gostovala je na številnih jugoslovanskih glasbenih festivalih, kjer je prejela številna priznanja. Bila je tudi članica skupine One i oni.
Leta 2004 je s pesmijo »Tvuoje uorglice« zmagala na Festivalu narečnih popevk, kjer je zmagala že 1962 s pesmijo »Moja mala tiha sreča«. Leta 2006 pa je na Festivalu narečnih popevk zmagala s pesmijo »Forza, fešta!«. Zmago sta ji namenila tako občinstvo kot strokovna žirija.

### Uspešnice
- Neizpeta melodija
- Danes mi je šestnajst let
- Kdor rad živi v miru
- Forza, fešta!

### Nastopi na glasbenih festivalih

#### Slovenska popevka
- 1962: Tam za goro (Vladimir Stiasny/Lev Svetek/Nikica Kalogjer)
- 1962: Vrni mi (Stane Mancini/Bogdan Gjud/Nikica Kalogjera)
- 1963: Čas beži (Boris Kovačič/Gregor Strniša/Ati Soss)
- 1963: Moja punčka in jaz (Feri Souvan/Lev Svetek/Mario Rijavec)
- 1965: Kar z drugo pleši twist (Milan Cilenšek/Marička Cilenšek/Mario Rijavec)
- 1966: Ljubezen je nekaj drugega (Vinko Horvat/Miroslav Košuta/Mario Rijavec)
- 1967: Vikingi (Jure Robežnik/Miroslav Košuta/Jure Robežnik) (nagrada strokovne žirije za najboljše besedilo)
- 1968: Svet v cvetju (Saša Pirc/Rudi Leban/Jure Robežnik)
- 1969: Neizpeta melodija (Damjan Tozon/Mirjam Tozon/Mojmir Sepe) (1. nagrada občinstva)
- 1970: Ti si moj pravi človek (Ati Soss/Branko Šömen/Ati Soss) (2. nagrada strokovne žirije)
- 1971: Eva in Lojze (Jure Robežnik/Elza Budau/Jure Robežnik)